# Scar Tissue
"Scar Tissue" é o primeiro single e terceira faixa do álbum Californication, lançado em 1999 pela banda Red Hot Chili Peppers. Foi a primeira canção lançada comercialmente pela banda em anos. Ela foi vencedora do Grammy de "Melhor Canção de Rock" em 2000. É uma das mais bem sucedidas canções da banda, conseguiu um recorde de 16 semanas no topo da parada de sucessos Hot Mainstream Rock Tracks, da revista Billboard.

## Lista de faixas
É a música favorita de Anthony Kiedis e sua auto-biografia também se chama Scar Tissue.

### Versão em CD
1. "Scar Tissue" (álbum) – 3:37
2. "Gong Li" (não lançada) – 3:43
3. "Instrumental #1" (não lançada) – 2:48

### Versão em cassete
1. "Scar Tissue" (álbum)
2. "Gong Li" (não lançada)

## Paradas musicais
| País/Parada (1999)                                 | Melhor posição |
| -------------------------------------------------- | -------------- |
| Austrália (ARIA)                                   | 15             |
| Bélgica (Ultratip Bubbling Under de Flandres)      | 11             |
| Canadá (RPM Top Singles)                           | 4              |
| Canadá (RPM Adult Contemporary)                    | 65             |
| Canadá (RPM Rock/Alternative)                      | 1              |
| Europa (Eurochart Hot 100)                         | 59             |
| Finlândia (Suomen virallinen lista)                | 16             |
| França (SNEP)                                      | 66             |
| Alemanha (Offizielle Deutsche Charts)              | 75             |
| Islândia (Íslenski Listinn Topp 40)                | 1              |
| Irlanda (IRMA)                                     | 16             |
| Itália (Musica e dischi)                           | 11             |
| Países Baixos (Dutch Top 40)                       | 24             |
| Países Baixos (Single Top 100)                     | 38             |
| Nova Zelândia (Recorded Music NZ)                  | 3              |
| Polônia (Music & Media)                            | 2              |
| Escócia (Scottish Singles Chart)                   | 11             |
| Reino Unido (UK Singles Chart)                     | 15             |
| Estados Unidos (Billboard Hot 100)                 | 9              |
| Estados Unidos (Billboard Adult Alternative Songs) | 2              |
| Estados Unidos (Billboard Adult Top 40)            | 11             |
| Estados Unidos (Billboard Alternative Airplay)     | 1              |
| Estados Unidos (Billboard Mainstream Rock)         | 1              |
| Estados Unidos (Billboard Mainstream Top 40)       | 12             |